# Сьюдад-Тула
Сьюдад-Тула (исп. Ciudad Tula) — город в Мексике, штат Тамаулипас, входит в состав и является административным центром муниципалитета Тула. Численность населения, по данным переписи 2010 года, составила 10 043 человека.

## История
В 1607 году францисканские монахи проповедовали в регионе Рио-Верде, Серро-Гордо и Хаумаве. В мае 1616 года они отправили отчёт о том, что нашли коренное поселение, назвав его Лагуна-де-Тула.
22 июля 1617 года Фрай Хуан Баутиста де Мольинедо основал поселение Тула, и провёл первую мессу.
17 октября 1835 года Туле был присвоен статус города, а к названию добавлено Сьюдад.